# Нина Мицић
Нина Мицић (Краљево, 30. јануар 1991) српска је сноубордерка.
На Зимском Европском фестивалу младих 2007, одржаном у Хаки, освојила је сребрно у паралел слалому и тиме постала први српски спортиста којем је пошло за руком да освоји медаљу на овом такмичењу.
Редовно се такмичи на Светским првенствима и у Светском купу.
Представљала је Србију на Зимским олимпијским играма 2014. у Сочију. Први је сноубордер из Србије који је учествовао на Олимпијским играма.

## Приватни живот
Млађа је сестра кошаркаша Василије Мицић.
У дугогодишњој је вези са кошаркашем Луком Митровићем. Петог фебруара 2022. године добили су сина.